# Elena Osipova
Elena Aleksandrovna Osipova (in russo Елена Александровна Осипова?; 22 maggio 1993) è un'arciera russa, vincitrice della medaglia d'argento nella gara a squadre e della medaglia d'argento individuale alle Olimpiadi di Tokyo 2020.

## Biografia
Ha iniziato a praticare tiro con l'arco all'età di 15 anni. Nel 2017 ha vinto la medaglia di bronzo nella gara femminile a squadre della specialità arco ricurvo della XXIX Universiade svoltasi a Taipei tra il 18 e il 30 agosto. Nel 2019 ha vinto la medaglia d'argento nella gara femminile a squadre dei VII Giochi mondiali militari di Wuhan.
Nel 2021 ha vinto la medaglia d'oro nella gara femminile a squadre nella specialità arco ricurvo ai Campionati europei di tiro con l'arco di Adalia in Turchia.
A luglio 2021 ha partecipato ai Giochi olimpici di Tokyo 2020, dove ha vinto la medaglia d'argento nella gara femminile a squadre, e in seguito la medaglia d'argento nella gara individuale dopo aver battuto in semifinale l'azzurra Lucilla Boari, classificatasi al terzo posto.

## Palmarès
- Giochi olimpici

Tokyo 2020: argento nella gara a squadre e argento nella gara individuale.
- Europei

Adalia 2021: oro nella gara a squadre.
- Universiade

XXIX Universiade: bronzo nella gara a squadre femminile.
- Giochi mondiali militari

VII Giochi mondiali militari: argento nella gara a squadre femminile.